# Aero Fighters 2
Aero Fighters 2 (conocido como Sonic Wings 2 en Japón) es un videojuego arcade para matamarcianos vertical fue lanzado y publicado por Video System en 26 de agosto de 1994, es el Segundo juego de la serie Aero Fighters.

## Series Aero Fighters
1. Aero Fighters (1992, Arcade; 1994, SNES)
2. Aero Fighters 2 (1994, Neo-Geo/Arcade)
3. Aero Fighters 3 (1995, Neo-Geo/Arcade)
4. Sonic Wings Limited (1996, Arcade) *Japan
5. Sonic Wings Special (1996, Sega Saturn*, Sony PlayStation#) *Japan
6. AeroFighters Assault (1997, Nintendo 64)
7. Sonic Wings Reunion (2025, PlayStation 5, Microsoft Windows, Nintendo Switch, Arcade)

- Datos: Q2825607